# Televisione in Italia
La presente voce si occupa della televisione in Italia dalle origini ad oggi.

## Storia

### La prima fase

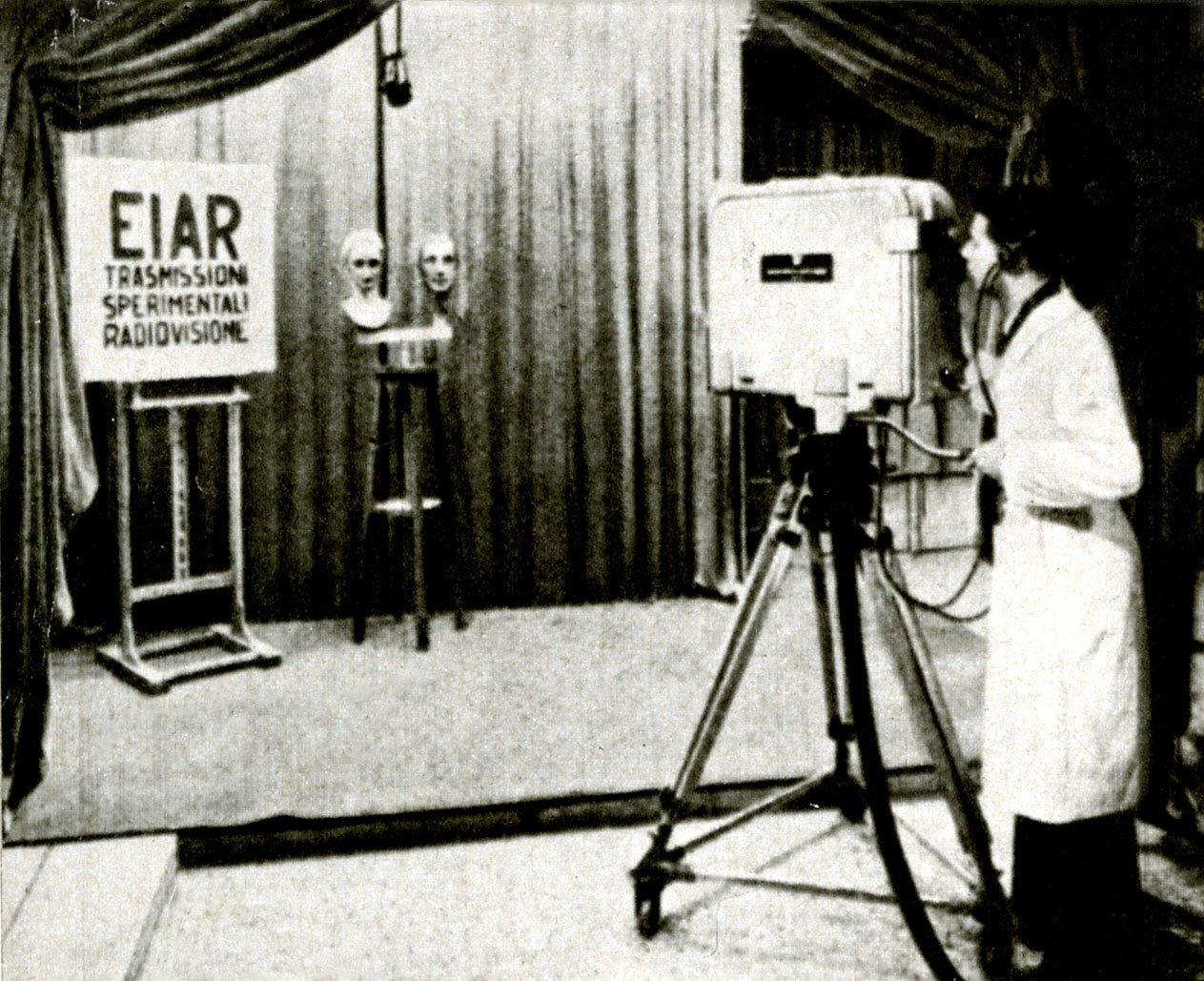
Studio televisivo EIAR Roma 1939, operatore con telecamera SAFAR.

In Italia i primi studi e le prime trasmissioni televisive furono effettuati a partire dal 1934, quindi durante il regime fascista, a Torino, città che già ospitava il Centro di Direzione dell'EIAR (Ente Italiano Audizioni Radiofoniche), organismo concessionario delle trasmissioni radiofoniche italiane, presso i locali del Teatro di Torino, attiguo alla sede storica di Via Verdi. Successivamente l'EIAR stabilirà una sede a Roma, nel quartiere Prati, dove realizzerà la storica sede di Via Asiago 10.
Il Regio Decreto legge 26 settembre 1935, n. 1829 - convertito nella legge 9 gennaio 1936, n. 177 - stabilì il passaggio dei programmi dell'EIAR sotto il controllo del Ministero della Stampa e Propaganda del governo Mussolini. Il testo unico di cui al R.D. 27 febbraio 1936, n. 645 ("Approvazione del codice postale e delle telecomunicazioni") ribadì il principio, stabilito fin dal 1910, della riserva statale per l'esercizio di attività di tipo radiotelegrafico e radioelettrico, che venne esteso anche ai servizi telegrafici, telefonici, radioelettrici via cavo e ottici.
Le prime trasmissioni sperimentali iniziano nel 1939 a Torino a cura dell'EIAR. Il 22 luglio dello stesso anno, l'EIAR si avvia alla programmazione sperimentale, con l'entrata in funzione, a Roma, di un piccolo studio in Via Asiago e di un trasmettitore da 2 kW, montato presso la stazione trasmittente di Monte Mario, che utilizzava lo standard a 441 linee sviluppato dalla Telefunken. Nel settembre dello stesso anno un secondo trasmettitore televisivo della potenza di 400 W viene installato a Milano sulla Torre Littoria (oggi Torre Branca) ed effettua trasmissioni sperimentali in occasione della XI Mostra della Radio e della XXI Fiera Campionaria di Milano.
Gli apparati trasmittenti di entrambe le stazioni erano stati progettati e costruiti dalla ditta SAFAR (Società Anonima Fabbricazione Apparecchi Radiofonici) di Milano, mentre altre ditte del settore quali Radiomarelli e Allocchio Bacchini misero in produzione apparati riceventi.
Le prime trasmissioni regolari televisive nazionali dotate di  palinsesto con presentatori, interviste sportive in studio, scenette umoristiche, canzoni, balletti e opere avvennero tra il 1939 ed il 1940.
Le grandi aziende elettrotecniche italiane, che già da qualche anno costruivano apparecchi televisivi in Italia, destinarono in parte i loro prodotti ad un pubblico formato, dato il costo elevatissimo degli apparecchi,  da individui economicamente facoltosi o politicamente potenti, i quali grazie ad una diffusione che comprendeva buona parte del centro-nord potevano usufruire della visione.
In molte località, principalmente nelle aree di Roma, Milano e Torino vennero erette le prime antenne private e non fanno eccezione i Palazzi Vaticani e Villa Torlonia, dimora del dittatore Benito Mussolini. La regolare programmazione televisiva del tempo è testimoniata in gran parte sul «Radiocorriere» che riporta tutta una serie di novità assolute per l'Italia di quell'epoca.
Le trasmissioni ebbero improvvisamente termine il 31 maggio 1940 per ordine del governo, asseritamente per via di interferenze riscontrate nei primi sistemi di navigazione aerea; presumibilmente l'imminenza dell'entrata in guerra dell'Italia ha giocato un ruolo in questa decisione. Il conflitto mondiale sospese bruscamente, quindi, lo sviluppo di questa tecnologia, e le aziende elettrotecniche si concentrarono sulla produzione di radiotrasmittenti e prodotti per uso bellico. Gli eventi bellici cancellano anche le tracce della prima sperimentazione televisiva italiana, con la distruzione sotto i bombardamenti degli archivi dell'EIAR, facendo andare perduto tutto ciò che riguardava questa prima fase della TV italiana (documenti, palinsesti, sceneggiature, foto, ordini di servizio, pellicole).

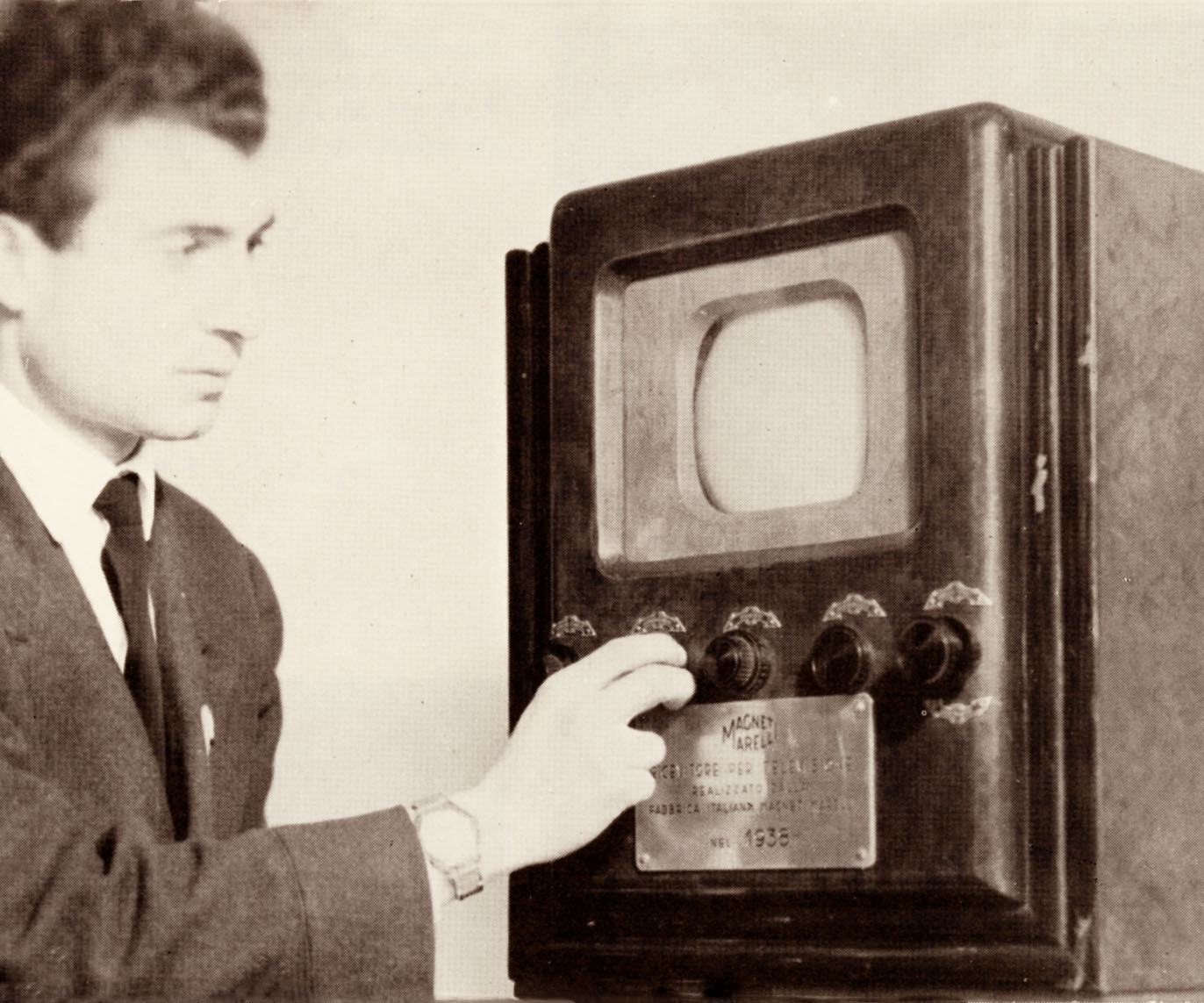
Televisore Magneti Marelli del 1938

Durante l'occupazione, l'esercito tedesco fece smantellare e trasportare in Germania tutti gli apparati trasmittenti dell'EIAR di Roma, compreso il trasmettitore televisivo, che verrà in seguito recuperato dagli alleati dopo la fine della guerra e restituito alla RAI (nuova denominazione dell'EIAR dal 1944), che nel gennaio del 1949 lo installò a Torino in località Eremo, sulla collina torinese assieme alle nuove antenne installate sul tetto della sede RAI di Via Verdi a Torino. Ricominciando così la sperimentazione che porterà nuovamente, nel 1954, a trasmissioni televisive nazionali con cadenza regolare.

### Il monopolio RAI
Nel 1944 l'EIAR fu riaperta e cambiò nome in RAI (Radio Audizioni Italiane, dal 1954 Rai − Radiotelevisione italiana) e si prefisse l'obiettivo di far ripartire la sperimentazione televisiva. L'11 settembre 1949, con una trasmissione sperimentale dalla Triennale di Milano presentata da Corrado Mantoni, noto semplicemente come Corrado, ricominciarono le trasmissioni televisive sperimentali in Italia, con lo standard a 625 linee; la programmazione ufficiale cominciò il 3 gennaio 1954, in bianco e nero, con l'inaugurazione del primo canale televisivo italiano rivolto al grande pubblico, il Programma Nazionale. Inizialmente i programmi duravano quasi quattro ore e non venivano diffusi annunci o filmati pubblicitari. Le trasmissioni iniziavano alle 17.30 con La Tv dei ragazzi al cui termine venivano interrotte, per riprendere con il telegiornale alle 20.45, durando poi sino alle 23.00.  Nel 1962 nacque un nuovo canale, il Secondo Programma.
All'epoca, le competenze in materia di trasmissioni radiotelevisive erano ancora di riserva statale, come stabilito dal D.P.R. 26 gennaio 1952, n. 180 che rinnovava le concessioni alla Rai fino al 1972.
La Rai aveva un suo codice di autoregolamentazione che all'epoca prevedeva, tra i suoi principi fondamentali, la non accettazione di scene turbanti la pace sociale ed incitanti all'odio di classe, il rispetto dei valori familiari e religiosi. Un capitolo a parte meriterebbe la moralità dei costumi, che prevedeva il pieno rispetto della "santità matrimoniale" e il rifiuto delle scene erotiche. Per garantire il rispetto di queste norme, venne istituito, dal 1947 il "Comitato per la determinazione delle direttive di massima culturali".
Le prime trasmissioni della programmazione regolare irradiata dalla Rai furono:
- le interviste con l'ingegner Filiberto Guala, amministratore delegato della Rai, che definì il nuovo mezzo come "il focolare del nostro tempo";
- lo spettacolo intitolato "L'orchestra delle 15", presentato da Febo Conti;
- la rubrica musicale Settenote;
- La domenica sportiva.

I televisori accesi nel giorno di esordio vennero stimati in solamente ottantamila unità e, intorno al febbraio 1954,  gli abbonati non superavano le ventimila unità,  principalmente a causa degli alti costi degli apparecchi che non erano molto inferiori al costo che avevano nel periodo prebellico. Intorno al 1954 il prezzo medio di un televisore era di circa 450 000 lire (con l'inflazione oggi sarebbero 7 000 euro) ed era vicino al costo di un'automobile, sfiorando le dodici mensilità di un reddito medio annuo.
Il segnale arrivò a coprire tutto il territorio nazionale quasi tre anni dopo, il 31 dicembre 1956, in un periodo in cui gli abbonati erano ancora relativamente pochi (circa 360 000).
Dagli anni cinquanta la diffusione della TV crebbe a ritmi stupefacenti, come precedentemente accaduto sul mercato americano. In quegli anni, in Italia, la TV restava un bene di lusso che pochi potevano permettersi, tanto che diventò uso comune radunarsi per visioni di gruppo nei bar o nelle case dei propri conoscenti dotati di televisore, soprattutto in occasione delle trasmissioni dei primi telequiz italiani, diventati subito popolarissimi, di cui furono pionieri Mario Riva con Il Musichiere e Mike Bongiorno con Lascia o raddoppia?.
Verso la fine degli anni cinquanta anche la stampa cominciò ad accorgersi del nuovo mezzo. Nacque la prima rubrica di critica televisiva curata da Ugo Buzzolan (già autore del primo originale televisivo Domenica d'un fidanzato) su La Stampa di Torino.
È proprio in questo periodo che nacque il primo telegiornale della Rai, che vide come direttore Vittorio Veltroni. Esso riuscì ad arrivare dove la carta stampata non aveva saputo: proporre immagini e audio contemporaneamente produsse uno straordinario effetto di realtà e permise di assistere in diretta a eventi sensazionali. Nel 1960 nacque la trasmissione Tribuna elettorale, seguita l'anno successivo da Tribuna politica, le quali permetterono per la prima volta di conoscere i volti dei leader delle opposizioni politiche.
Particolarmente rilevante fu la comparsa, nel 1957, della pubblicità nella televisione italiana, con l'avvento di Carosello, un programma rimasto storicamente famoso, che racchiudeva tutta la pubblicità ed in cui i messaggi pubblicitari dovevano rispettare rigorose regole stilistiche e narrative: il prodotto reclamizzato poteva essere citato con il proprio nome solo all'inizio e alla fine di un filmato della durata di 2 minuti e 15 secondi.
Negli anni sessanta, con il progresso dell'economia, i prezzi dei televisori iniziarono ad essere più accessibili e sempre più persone ebbero la possibilità di procurarseli, anche all'interno delle classi meno abbienti. L'elevato tasso di analfabetismo riscontrato fra queste suggerì la messa in onda, tra il 1960 e il 1968, di Non è mai troppo tardi, un programma di insegnamento elementare condotto dal maestro Alberto Manzi; si stima che il programma aiutò quasi un milione e mezzo di cittadini italiani a conseguire la licenza elementare.
Almeno nella fase iniziale, la televisione italiana ricopriva un notevole ruolo culturale: le sue finalità erano certamente educative e senza particolare attenzione al consenso dei telespettatori. Se da un lato una parte consistente della programmazione poteva non essere immediatamente apprezzata dal pubblico, dall'altro ebbe indubbi benefici nei confronti di una situazione nazionale caratterizzata a quei tempi da una certa arretratezza nei costumi e da una disomogeneità culturale. Non è solo una battuta umoristica dire quindi che, a livello linguistico, "L'unità d'Italia non l'ha fatta Garibaldi, ma l'ha fatta Mike Bongiorno".
A partire dal 1962, vi fu il primo collegamento via satellite tra Italia e Stati Uniti, che segnò l'avvento della comunicazione intraplanetaria, permettendo di assistere a eventi fondamentali della storia contemporanea in diretta, come lo sbarco del primo uomo sulla Luna nel 1969, che raccolse circa 500 milioni di spettatori.
Le tappe successive dello sviluppo tecnologico televisivo italiano indicano, però, un ritardo rispetto agli altri Paesi europei, soprattutto per quanto riguarda le trasmissioni televisive a colori.

### La televisione a colori
Le trasmissioni a colori iniziarono in via sperimentale fin dagli anni settanta, in particolare con la trasmissione delle Olimpiadi di Monaco nel 1972, che avveniva con diversi sistemi a giorni alterni in quanto proprio in quel periodo si svolgeva in Parlamento il dibattito riguardante quale sistema di trasmissione scegliere, che vedeva contrapposti i sostenitori del francese SÉCAM e quelli del tedesco PAL. La TV italiana iniziò ufficialmente a trasmettere a colori solo nel febbraio 1977, cioè circa 10 anni dopo rispetto a paesi europei più sviluppati.
In realtà il dibattito sull'introduzione della televisione a colori era iniziato già nel 1964, quando il Consiglio superiore delle Poste e Telecomunicazioni aveva nominato una commissione per scegliere fra il sistema PAL e il SECAM. Tuttavia la decisione era stata rimandata più volte, principalmente per l'opposizione di alcuni personaggi politici (in particolare Ugo La Malfa) che temevano gli effetti devastanti sull'allora precaria situazione economica italiana dello scatenarsi della "corsa all'acquisto" del nuovo elettrodomestico (costoso e quasi sempre importato dall'estero) da parte delle famiglie italiane.
In particolare nel 1973 il Partito Repubblicano Italiano, guidato dallo stesso La Malfa, ritirò la fiducia al ministro delle Poste Giovanni Gioia, facendo così cadere il secondo governo Andreotti proprio sulla questione della televisione a colori. Il 4 aprile 1975 fu scelto ufficialmente il sistema PAL, ma questo non significò automaticamente l'inizio delle trasmissioni a colori. Fu l'avvento delle televisioni private ed estere, che trasmettevano a colori, a costringere la RAI a passare al colore, due anni dopo.

### Le televisioni estere in Italia
Il problema delle possibili trasmissioni dall'estero in territorio italiano si pose ancor prima che in Italia iniziassero le trasmissioni regolari. In particolare era stata presa in considerazione l'eventualità che si dotasse di un ente televisivo la Repubblica di San Marino. Perciò, nel trattato stipulato fra l'Italia e San Marino nel 1953 la Repubblica del Titano s'impegnò anche a non impiantare sul proprio territorio stazioni emittenti radiofoniche o televisive.
Le cose cambiarono negli anni settanta, quando divenne forte la pressione per il pluralismo radiotelevisivo. Così, la legge 14 aprile 1975 n. 103 autorizzò l'impianto sul territorio italiano di ripetitori di emittenti straniere. Di conseguenza, nel nord dell'Italia iniziarono a riceversi emittenti televisive straniere in lingua italiana, come Telemontecarlo, che trasmetteva dal Principato di Monaco, la TSI, dedicata agli abitanti italofoni del Canton Ticino, e TV Koper-Capodistria (in Italia comunemente chiamata Tele Capodistria), che trasmette dall'omonima città, dedicata alle comunità italiane residenti in alcune zone dell'allora Jugoslavia ma che veniva captata anche in alcune regioni del nord-est italiano. Queste emittenti divennero abbastanza popolari per un decennio.

### La nascita delle emittenti locali private via cavo e via etere
I primi tentativi di avviare trasmissioni TV private in Italia vennero fatti poco dopo l'inizio del servizio pubblico. Nel 1956 una TV privata, Il Tempo TV, costituita dal quotidiano romano Il Tempo, chiese la concessione per iniziare le trasmissioni: dopo una lunga vicenda giudiziaria si arrivò alla sentenza della Corte costituzionale che riaffermò il monopolio Rai.
Una vicenda analoga occorse alla lombarda TV1, che finì con la sentenza della Consulta del 13 luglio 1960, che giustificava il monopolio Rai in base alla constatazione che le frequenze disponibili erano limitate. La Corte sottolineò, inoltre, come il monopolio delle trasmissioni radiotelevisive rientrasse tra le fattispecie protette dall'articolo 43 della Costituzione italiana, che stabilisce che a fini di utilità generale, la legge può riservare allo Stato determinate imprese che si riferiscono a servizi pubblici essenziali ed abbiano carattere di preminente interesse generale.
Tra la fine degli anni sessanta ed i primi anni settanta, i privati, per aggirare il divieto sancito dalla Corte costituzionale per le frequenze via etere, scelsero la via della televisione via cavo: così, iniziarono a nascere le TV private locali via cavo.

Nel 1966 l'ingegnere Pietrangelo Gregorio fondò Telediffusione Italiana Telenapoli, la prima televisione libera italiana via cavo. Successivamente, nel 1972 il regista Giuseppe Sacchi fondò Telebiella: Sacchi subì per questo un processo penale, nell'ambito del quale il pretore di Biella sollevò la questione di legittimità costituzionale. La vicenda finì con la sentenza della Corte costituzionale n. 226 del 10 luglio 1974 che legittimava l'esistenza delle televisioni via cavo, in quanto necessariamente locali, quindi non lesive del monopolio Rai sulle trasmissioni su scala nazionale. Di questa possibilità approfittò Giacomo Properzj, il quale fondò Telemilanocavo per servire Milano 2, area residenziale nel comune di Segrate (provincia di Milano) costruita da Edilnord, società dell'imprenditore Silvio Berlusconi. Il 3 ottobre 1974 nacque anche la Telecavocolor di San Benedetto del Tronto.
Successivamente la riforma della RAI del 1975 autorizzò le trasmissioni via cavo a livello nazionale nonché, come già scritto, la ripetizione via etere sul territorio italiano delle emittenti estere, tra le quali si aggiunsero anche le TV francesi TF1, Antenne 2 e France Régions 3.
La Corte costituzionale si pronunciò nuovamente nel 1976 con la sentenza n. 202 del 28 luglio 1976, che autorizzava anche le trasmissioni via etere purché di ambito locale. Ciò determinò la crescita esponenziale delle televisioni private: le emittenti locali infatti passarono da 246 nel 1977 a 250 nel 1978 e poi a 600 nel 1980.
In realtà già nel 1974, cioè due anni prima della sentenza della Consulta, nacquero le prime televisioni libere italiane via etere (che verranno legittimate 2 anni dopo): alcune di queste furono Canale 21 (a Napoli) e Telealtomilanese (a Busto Arsizio). In seguito, dopo la suddetta sentenza, nacquero altre televisioni, come Antennatre (a Legnano) di proprietà di Renzo Villa ed Enzo Tortora (che cominciò le trasmissioni il 3 novembre 1977 e si assicurò presentatori famosi come lo stesso Tortora ed Ettore Andenna) e GBR (a Roma). Nel mercato entrarono anche editori, tra cui Rusconi, che fondò Quinta Rete a Roma nel 1976 e Antenna Nord a Milano nel 1977. Nel 1978 nacque inoltre Telemilano, evoluzione via etere di Telemilanocavo di proprietà della Fininvest di Silvio Berlusconi.

### La Riforma della Rai del 1975 e la "lottizzazione"
Intanto, le conseguenze della riforma del 1975 furono la sperimentazione di stili e contenuti meno istituzionali, anche in risposta alla crescita delle emittenti private, che portarono anche all'introduzione delle regolari trasmissioni a colori. 
Il 14 aprile 1975 la legge 103/75, la cosiddetta legge di riforma della RAI, segnò un cambiamento epocale nella storia della televisione; la TV di Stato passa dal controllo del Governo a quello del Parlamento; si progetta la costruzione di una terza rete pubblica. La riforma determinò un accordo di spartizione tra i partiti dell'arco costituzionale per il controllo dei canali televisivi dell'azienda pubblica su base elettorale, noto con il nome di lottizzazione, che vide Rai 1 nella sfera di influenza della Democrazia Cristiana, Rai 2 in quella del Partito Socialista Italiano, e Rai 3, nata nel 1979, nell'orbita del Partito Comunista Italiano.

### Il duopolio RAI-Fininvest
Gli anni '80 videro l'affermazione dei network di emittenti private. Benché la sentenza della Corte costituzionale proibisse la trasmissione via etere a livello nazionale da parte di emittenti private, il divieto fu aggirato inviando a tutte le emittenti affiliate alla stessa rete cassette con i programmi registrati da trasmettere. I ripetitori locali trasmettevano con minime differenze di orario gli uni dagli altri, quindi la legge era rispettata sul piano formale, anche se la programmazione era nei fatti a diffusione nazionale.
Questo metodo di trasmissione fu utilizzato per la prima volta da Silvio Berlusconi, proprietario di Telemilano, emittente che nel frattempo aveva arricchito la programmazione della sua rete con programmi condotti da personaggi molto famosi provenienti dalla Rai, ottenendo così un grande successo di ascolti: per avere maggiori guadagni pubblicitari, Berlusconi iniziò a sfruttare il sistema della trasmissione di nastri preregistrati progressivamente in tutta Italia, creando così un sistema di syndication televisiva; nacque così nel 1980 l'emittente Canale 5, che in seguito avrebbe sostituito Telemilano.
Questo sistema fu utilizzato in seguito anche da Primarete Indipendente di Rizzoli, nata anch'essa nel 1980; tuttavia, Primarete Indipendente fu chiusa già nel 1982 in seguito alla sentenza della Consulta del 14 luglio 1981 e alla crisi della Rizzoli legata allo scandalo P2.
In seguito, utilizzarono lo stesso sistema anche le emittenti Italia 1 della Rusconi e Rete 4 della Mondadori, nate entrambe nel 1982 e rilevate dalla Fininvest rispettivamente nel novembre 1982 e nell'agosto 1984, che in quell'anno nasce il Televideo Rai, negli anni più tardi anche Mediavideo e anche quello di Telemontecarlo che è il TMCvideo..
Il 16 ottobre 1984 alcuni pretori (a Torino, Roma e Pescara) fecero disattivare i ripetitori delle tre reti in Piemonte, Lazio e Abruzzo, interrompendo l'interconnessione in quelle regioni. Si venne a creare così un caso mediatico; ma con l'intervento del Governo, attraverso i cosiddetti decreti Berlusconi, venne data la possibilità ai tre network di trasmettere a livello nazionale tramite cassette preregistrate.
Questi decreti non regolarono in maniera definitiva l'emittenza privata a livello nazionale, e si posero in un senso dichiaratamente favorevole alle nascenti grandi reti televisive commerciali in quanto rendevano legali le interconnessioni tra emittenti private su scala nazionale (syndication), dichiarate in seguito incostituzionali. 
Nello stesso periodo nascono anche altri circuiti, come Rete A ed Euro TV, e si assiste al declino delle televisioni estere in lingua italiana, ad eccezione di Telemontecarlo, che riesce a mantenere la copertura nazionale e a fronteggiare la sempre più agguerrita concorrenza dapprima come controllata dalla Rai e successivamente con la gestione dei brasiliani della Rede Globo. Nel 1984 nacque anche Videomusic, rete nazionale interamente dedicata alla trasmissione di programmi musicali e videoclip, lanciata da Marialina Marcucci e Pier Luigi Stefani.
Nel 1987, Euro TV venne suddivisa in due nuove syndication, Odeon e Italia 7, quest'ultima controllata dalla Fininvest che ne gestiva la raccolta pubblicitaria e la fornitura di programmi televisive; le intenzioni della Fininvest erano di avere quattro reti televisive con le quali trasmettere programmi adatti ad ogni tipo di pubblico: Rete 4 per il pubblico femminile, Canale 5 per tutta la famiglia, Italia 1 per un pubblico giovane, e Italia 7 per un pubblico maschile. Nel 1988 la Fininvest prese in gestione anche la raccolta pubblicitaria di TV Koper-Capodistria, e la portò ad aumentare la copertura sulla maggior parte del territorio italiano e, grazie ad appositi accordi, ad arricchire la sua programmazione con eventi sportivi in diretta.
Nel 1990 entrò in vigore la legge Mammì, che sancì di fatto la legittimità del duopolio esistente RAI-Fininvest, ma stabilì che un'azienda privata poteva trasmettere un massimo di tre canali TV, quindi Italia 7 cambiò gestione. La legge autorizzò anche le reti private all'interconnessione, ovvero alla trasmissione di programmi in diretta, rendendo di fatto possibile la trasmissione di telegiornali, teletext e il programma Non è la Rai.
La proliferazione di emittenti televisive ha richiesto a più riprese interventi legislativi di regolamentazione, nessuno dei quali è ovviamente uscito indenne da polemiche. L'articolazione delle problematiche innestate è tale da coinvolgere negli argomenti di discussione diritti costituzionali e questioni di opportunità politiche, essendosi addirittura sviluppata una giurisprudenza specialistica (ad esempio le mai rispettate e pluriviolate sentenze della Corte Costituzionale).

### L'introduzione dellepay  TV
Nel 1990 venne fornita alla nascente società Telepiù, di cui la Fininvest possedeva una percentuale, la concessione per la trasmissione di tre reti televisive, ma a causa della legge Mammì vi rinunciò subito. Nell'ottobre dello stesso anno iniziarono le trasmissioni delle tre reti a pagamento: TELE+1 (dedicata al cinema), TELE+2 dedicata allo sport, e TELE+3 dedicata a cultura e intrattenimento, che inizialmente trasmettevano in chiaro; nel 1991 TELE+1 iniziò a criptare le trasmissioni, seguita da TELE+2 nel 1992 e da TELE+3 nel 1995. Nel 1996 Telepiù venne acquisita dall'azienda francese Vivendi, proprietaria di Canal+. L'anno successivo avvenne un rinnovamento in cui TELE+1, TELE+2 e TELE+3 si trasformarono: le prime due diventarono, rispettivamente, TELE+ Nero e TELE+ Bianco. Contemporaneamente nacque Stream TV, diretta concorrente della nuova piattaforma satellitare D+.
Per quanto riguarda le trasmissioni in chiaro, le tre reti Fininvest (che verranno poi date in gestione a Mediaset) consolidarono il loro successo nel panorama televisivo italiano e conseguentemente il "duopolio" televisivo in contrapposizione alle tre reti RAI. Nel 1995 Telemontecarlo venne acquisita dal produttore cinematografico Vittorio Cecchi Gori, il quale in precedenza aveva rilevato anche Videomusic, che nel 1996 diventerà TMC 2. Continuarono a trasmettere anche altre emittenti nazionali di carattere minore, come Retemia e Rete A, e diverse syndication come Odeon, mentre Italia 7 subisce una scissione, dando luogo a Europa 7 (dell'imprenditore Francesco Di Stefano) e Italia 7 Gold (del trio di imprenditori Tacchino-Galante-Ferretti).
Nel 1999 venne indetto un concorso per la concessione di frequenze televisive, e a seguito della legge Maccanico venne abbassato il limite numerico di emittenti televisive che un'azienda privata poteva possedere, da tre a due. L'esito della gara concedette le frequenze nazionali fino ad allora destinate a Rete 4 alla syndication di Francesco Di Stefano, Europa 7, e a Mediaset viene dato tempo fino al 31 dicembre 2003 per spostare le trasmissioni di Rete 4 dalle frequenze analogiche terrestri alla televisione satellitare.
Nel mese di agosto 2000, TMC e TMC 2 vennero cedute da Cecchi Gori al gruppo Telecom Italia. Tra il 2000 e nel 2001 Telecom, per rilanciare TMC, ormai non più legata al principato di Monaco, scelse un radicale cambiamento nei contenuti e soprattutto decise di adottare un nuovo marchio, LA7, che nascerà ufficialmente il 24 giugno 2001. Nello stesso periodo, l'azienda telefonica permise al network internazionale MTV di utilizzare le frequenze di TMC 2 per una versione italiana del canale, in realtà già esistente dal 1997 dal momento che occupava la maggior parte del palinsesto di Rete A; nel 2001, quindi, le trasmissioni di MTV occupanti Rete A vennero sostituite da quelle della tedesca VIVA, fino a maggio 2002, quando Rete A divenne autonoma con la nuova denominazione All Music, che nel 2004 passerà al Gruppo Editoriale L'Espresso.

### Il digitale terrestre e i servizi interattivi
Nel 2001, Retemia chiuse lasciando spazio ad alcune reti televisive dedicate interamente alle televendite; le frequenze verranno acquisite da Mediaset per lo sviluppo della televisione digitale terrestre, nuova tecnologia che permette di ospitare più emittenti in una singola frequenza.
Nel frattempo Rete 4 continuò a trasmettere fino al 2003, anno in cui venne varata la legge Gasparri, che autorizzò la rete a continuare a trasmettere in chiaro fino allo spegnimento della televisione analogica terrestre in Italia, da attuarsi entro il 2012. Europa 7 fece vari ricorsi al TAR e alla Corte europea dei diritti dell'uomo, e nel 2008 ottiene una frequenza della banda VHF III, iniziando le trasmissioni a livello sperimentale nel 2009 e a livello ufficiale nel 2010, creando la pay TV Europa7 HD.
Sempre nel 2003, le due piattaforme satellitari italiane Stream TV e TELE+ Digitale confluirono in Sky Italia, del gruppo britannico Sky di News Corporation.
Intorno al 2005, in concomitanza con l'avvio della sperimentazione delle tecniche di trasmissione televisiva digitale terrestre, nacquero due nuove pay TV: Mediaset Premium, del gruppo Mediaset, e Cartapiù, della Telecom Italia Media, disponibili esclusivamente in questa nuova tecnologia. Nel 2009 Cartapiù diventa Dahlia TV.
Fino ai primi anni 2000, le tre reti Rai e le tre reti Mediaset raccoglievano la stragrande maggioranza dell'audience, mentre le altre reti erano principalmente reti locali, che servivano una popolazione regionale o comunale (tra le poche eccezioni c'erano LA7, MTV e All Music). Sul finire degli anni 2000 il settore fu oggetto di una nuova rivoluzione grazie al passaggio dal segnale analogico a quello digitale, transizione avvenuta sia per rispettare la direttiva europea Televisione senza frontiere, per consentire sia un aumento delle emittenti (la trasmissione digitale permette l'accensione di un maggior numero di canali) che una rapida diffusione del nuovo standard ad alta definizione.
Tra il 2004 ed il 2012 la televisione italiana ha affrontato e portato a termine con successo il passaggio al digitale, a causa del quale il mondo della televisione ha anche subito alcune trasformazioni in termini di contenuti e palinsesti; questo è stato causato in parte anche dalla direttiva di cui sopra. Il numero di canali si è notevolmente ampliato, così come l'audience fra i vari canali. La transizione digitale avvenne attraverso lo switch-off, ovvero lo spegnimento progressivo su base regionale della televisione analogica terrestre. La transizione terminò il 4 luglio 2012 con lo spegnimento del segnale analogico in alcune zone della Calabria e in Sicilia.
Nel 2009 nacque Tivùsat, la piattaforma satellitare gratuita che ha l'obiettivo di portare i nuovi canali digitali nelle case di tutti.
Nel 2009 All Music cedette le proprie frequenze a Deejay TV, che si vide assegnare la numerazione 9 sul digitale terrestre, destinata alle reti generaliste.
Nel 2013 i canali LA7 e LA7d vengono ceduti da Telecom al gruppo editoriale Cairo Communication.
Nel 2015 il canale Deejay TV viene acquisito da Discovery Italia, che lo rinomina Nove (nome basato sul numero del canale nella numerazione LCN). Sempre nel corso del medesimo anno, Sky Italia acquista da MTV la numerazione LCN 8, già assegnata all'emittente musicale, che a sua volta trasloca nella piattaforma satellitare (al numero 133) per fare spazio a TV8.
Il passaggio al digitale determina la creazione di numerose nuove reti tematiche in chiaro, di proprietà dei network già esistenti (Rai, Mediaset e Sky) e di nuovi operatori (Discovery Italia, Cairo Communication, GEDI Gruppo Editoriale). Questa trasformazione ha da un lato aumentato l'offerta televisiva italiana, mentre dall'altro potrebbe aver ridotto i budget delle emittenti, inducendo alcune di queste a replicare film e trasmissioni nell'arco della settimana, cosa che negli anni novanta, ad esempio, era assai rara sulle principali emittenti.
Permane inoltre una situazione di oligopolio, con le posizioni dominanti di Rai e Mediaset per quanto riguarda la diffusione terrestre e di Sky sulle trasmissioni satellitari sia per numero di canali che per ricavi; al 2018, la Rai possiede sedici canali in chiaro, Mediaset 14 e Sky soltanto tre. I ricavi pubblicitari nel 2018 sono pari a 3 miliardi di euro per Sky, 2,6 miliardi per la Rai e 2,4 per Mediaset, con questi tre operatori che valgono da soli il 92% del totale. Gli altri operatori minori hanno totalizzato ricavi per 0,25 miliardi (Discovery), 0,17 (Fox Italia), 0,15 (LA7-Cairo) e 0,08 (Viacom). C'è chi ritiene che la situazione italiana, a causa della concentrazione di buona parte dei ricavi pubblicitari in pochi vari gruppi televisivi, possa essere in contrasto con il fondamentale articolo 21 della Costituzione (libertà d'espressione), almeno nel campo televisivo.
Nel 2020 inizia la seconda transizione della televisione digitale terrestre italiana: la prima fase, portata a termine nel 2020, è stata la riassegnazione delle frequenze ai multiplex locali; per il 15 ottobre 2021 era previsto il passaggio di tutti i canali allo standard di codifica video MPEG-4. Da settembre 2021 è in corso la riorganizzazione delle frequenze TV regione per regione, allo scopo di liberare la banda di frequenze dai 700 MHz in su, destinata ad essere rilevata dalla telefonia mobile con il passaggio agli standard 5G. Nel gennaio 2023 tutte le trasmissioni sarebbero dovute passare alla modulazione secondo lo standard DVB-T2, ma tale passaggio è stato rinviato per iniziare il 28 agosto 2024 a causa dei moltissimi apparecchi degli utenti ancora non compatibili.
Parallelamente al cambiamento di sistema di trasmissione digitale terrestre, tra il 2020 e il 2021 avviene anche la progressiva transizione del sistema di trasmissione digitale satellitare DVB-S sulle piattaforme Sky Italia e Tivùsat al più moderno DVB-S2. Sky ha completato l'aggiornamento delle sue frequenze nel dicembre 2020; Mediaset e Rai, a dicembre 2021.

## Principali emittenti
In Italia i principali editori televisivi sono:
- RAI
- Mediaset
- Cairo Communication
- Warner Bros. Discovery Italia
- Sky Italia
- Boing S.p.A
- 7 Gold
- Mediapason
- Rete Blu
- Paramount Global Italy
- Publirose
- Canale Italia
- Gold TV

## La normativa
- Legge 14 aprile 1975, n. 103 (contenente la riforma della RAI del 1975)
- Decreto Berlusconi
- Legge Mammì
- Legge 25 giugno 1993, n. 206
- Legge Maccanico
- Legge 3 maggio 2004, n. 112 (detta legge Gasparri)
- Riforma della Rai del 2015

## Piattaforme

### Televisione satellitare
- Tivùsat
- Sky Italia

### Televisione in streaming e on demand
In Italia il principale editore di contenuti in streaming e on demand è la piattaforma televisiva Sky con Sky On Demand e Now, cui si aggiungono altre piattaforme via Internet come Netflix e Prime Video. In passato è stata attiva nel settore anche Mediaset Premium con il servizio Premium Play.
I maggiori editori radiotelevisivi offrono la possibilità di rivedere sul web programmi, documentari, serie e film, come la Rai con RaiPlay, Mediaset con Mediaset Infinity, Discovery con Discovery+ e così via.
Nella tipologia di televisione on demand può essere classificata anche la trasmissione di contenuti audio e video su telefono cellulare. Tutti gli operatori telefonici prevedono offerte di questo tipo per la visione in diretta o in differita, principalmente di telegiornali ed eventi sportivi. Ogni operatore collabora con un certo numero di case costruttrici di cellulari, le quali permettono l'accesso al portale e ai contenuti. In Italia, la TV sui cellulari è broadcast blocked, ossia un cellulare permette di vedere i contenuti di un solo operatore. Diversamente dalla SIM, non c'è un periodo trascorso il quale l'operatore telefonico è obbligato dalla legge antitrust a permettere l'uso del terminale anche con altri operatori.

## Syndication
- 7 Gold
- Netweek
- Supersix
- Canale Italia (dal 2010 è divenuta un'emittente interregionale)
- Odeon 24 (dal 2014 è divenuta un'emittente interregionale)
- Junior TV (chiusa dal 2003)
- Europa 7 (chiusa dal 2010)
- Cinquestelle (chiusa dal 2014)

## Cronologia

### Emittenti terrestri e satellitari nazionali
- 3 gennaio 1954: Rai 1 (nata come Programma Nazionale, cambia nome in Rete 1 nel 1976, in Rai Uno nel 1983 e in Rai 1 nel 2010);
- 4 novembre 1961: Rai 2 (nata come Secondo Programma, cambia nome in Rete 2 nel 1976, in Rai Due nel 1983 e in Rai 2 nel 2010);
- 15 dicembre 1979: Rai 3 (nata come Rete 3, cambia nome in Rai Tre nel 1983 e in Rai 3 nel 2010);
- 11 novembre 1980: Canale 5 (sostituisce l'emittente locale Telemilano 58 nata nel 1974 come Telemilanocavo e che cambiò nome nel 1978);
- 3 gennaio 1982: Italia 1 (sostituisce l'emittente locale Antenna Nord nata nel 1977);
- 4 gennaio 1982: Rete 4 (sostituisce la syndication GPE - Telemond nata nel 1979);
- 6 settembre 1987: Odeon (sostituisce la syndication Euro TV nata nel 1982);
- 7 settembre 1987: Italia 7 (fine delle trasmissioni nel 1999);
- 21 dicembre 1987: Padre Pio TV (nata come Radio Tau e in Tele Radio Padre Pio e cambia nome in Padre Pio TV);
- 1996: TELE+ Digitale (nata come DStv, diventa D+ nel 1997 e TELE+ Digitale nel 2001);
- 9 febbraio 1998: TV2000 (nata come SAT2000, cambia nome in TV2000 nel 2009);
- 4 maggio 1998: Stream TV (nel 1997 erano iniziate le trasmissioni via cavo);
- 1º giugno 1999: 7 Gold (nata come Italia 7 Gold, cambia nome in 7 Gold nel 2003);
- 24 giugno 2001: LA7 (nata come Telemontecarlo nel 1974, cambia nome in LA7 nel 2001);
- 31 luglio 2003: Sky Italia (nata dalla fusione delle precedenti piattaforme satellitari TELE+ Digitale e Stream TV);
- 16 dicembre 2009: Cielo;
- 11 ottobre 2010: Europa 7 (nata come syndication nel 1999, diventa emittente autonoma in DVB-T2 nel 2010);
- 18 febbraio 2016: TV8 (nata come Videomusic nel 1984, cambia nome in Videomusic-TMC2 nel 1996, TMC 2 nel 1997, TMC2-MTV nel 2000, MTV Italia nel 2001 e MTV8 nel 2015);
- 3 ottobre 2016: Nove (nata come Rete A nel 1983, cambia nome in Rete A-MTV nel 1997, Rete A-VIVA nel 2000, Rete A-All Music nel 2002, All Music nel 2005, Deejay TV nel 2009 e Deejay TV - Nove nel 2016).

### Emittenti locali
- 24 dicembre 1966: Telediffusione Italiana - Telenapoli (attiva fino al 1976)
- 1970/1971: TV Quattro Mori (attiva fino al 1975)
- 1971: Babelis tv (poi divenuta Rete 8 VGA Telerimini nel 1976)
- 6 aprile 1972: Telebiella
- 1973: Telemilano (poi divenuta Telemilano 58)
- 19 aprile 1973: Telebari
- 1974: Telegenova
- 1975: Telelombardia
- 1975: RTV 38
- 15 marzo 1975: Teletna
- 10 aprile 1975: Telealtomilanese
- 1975: TV7 (Triveneto e parte della Lombardia)
- 1975: TVL Radiotelevisione Libera
- 4 settembre 1975: Videolina (fondata da Nicola Grauso, è tuttora la più importante emittente privata della Sardegna)
- 9 giugno 1976: TeleAppula
- 19 luglio 1976: RTP - Radio Televisione Peloritana
- 1º agosto 1976: GBR
- 15 agosto 1976: Canale 21
- 1976: TeleStudio Torino
- 1976: Tele Radio Express
- 1976: Telenova
- 1976: Telecity
- 11 dicembre 1976: Telenorba
- 21 settembre 1977: TeleRomaEuropa T.R.E.
- 3 novembre 1977: Antennatre
- 1977: Telereporter
- 1977: Telecapri
- 1º maggio 1978: Teleasti 2
- 16 dicembre 1978: AntennaTre Veneto
- 19 giugno 1979: Antenna Sicilia
- 1980: Radio Tele Trentino Regionale (RTTR)
- gennaio 1982: Espansione TV
- 1º maggio 1982: Teleponte
- 1995: Sei Milano
- 22 settembre 2003: Giovanni Paolo TV (nata nel 2003 come San Paolo TV e si rinomina in Giovanni Paolo TV, il 24 gennaio 2010)